# San Lorenzo Albarradas
San Lorenzo Albarradas è un comune del Messico, situato nello stato di Oaxaca.